# (2438) Oleshko
(2438) Oleshko – planetoida z pasa głównego asteroid okrążająca Słońce w ciągu 3 lat i 133 dni w średniej odległości 2,24 au. Została odkryta 2 listopada 1975 roku w Krymskim Obserwatorium Astrofizycznym w Naucznym na Półwyspie Krymskim przez Tamarę Smirnową. Nazwa planetoidy pochodzi od Walentyny Jozifownej Oleszko, rosyjskiej partyzantki. Przed nadaniem nazwy planetoida nosiła oznaczenie tymczasowe (2438) 1975 VO2.